# RIH

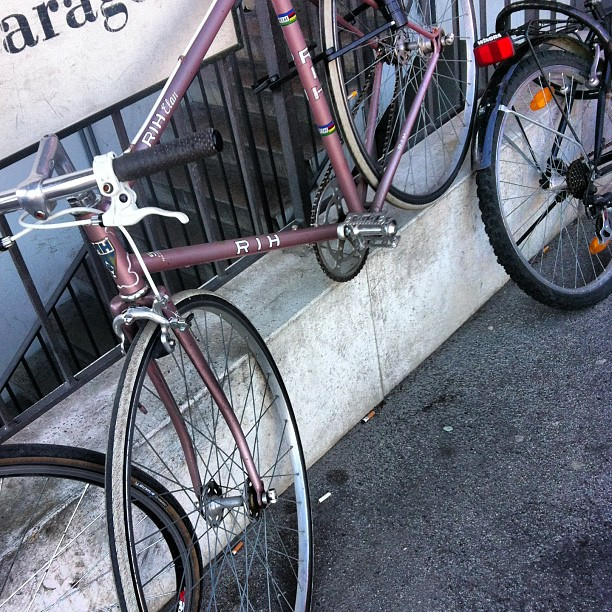
Een RIH Elan gemaakt in Venlo bij Cové

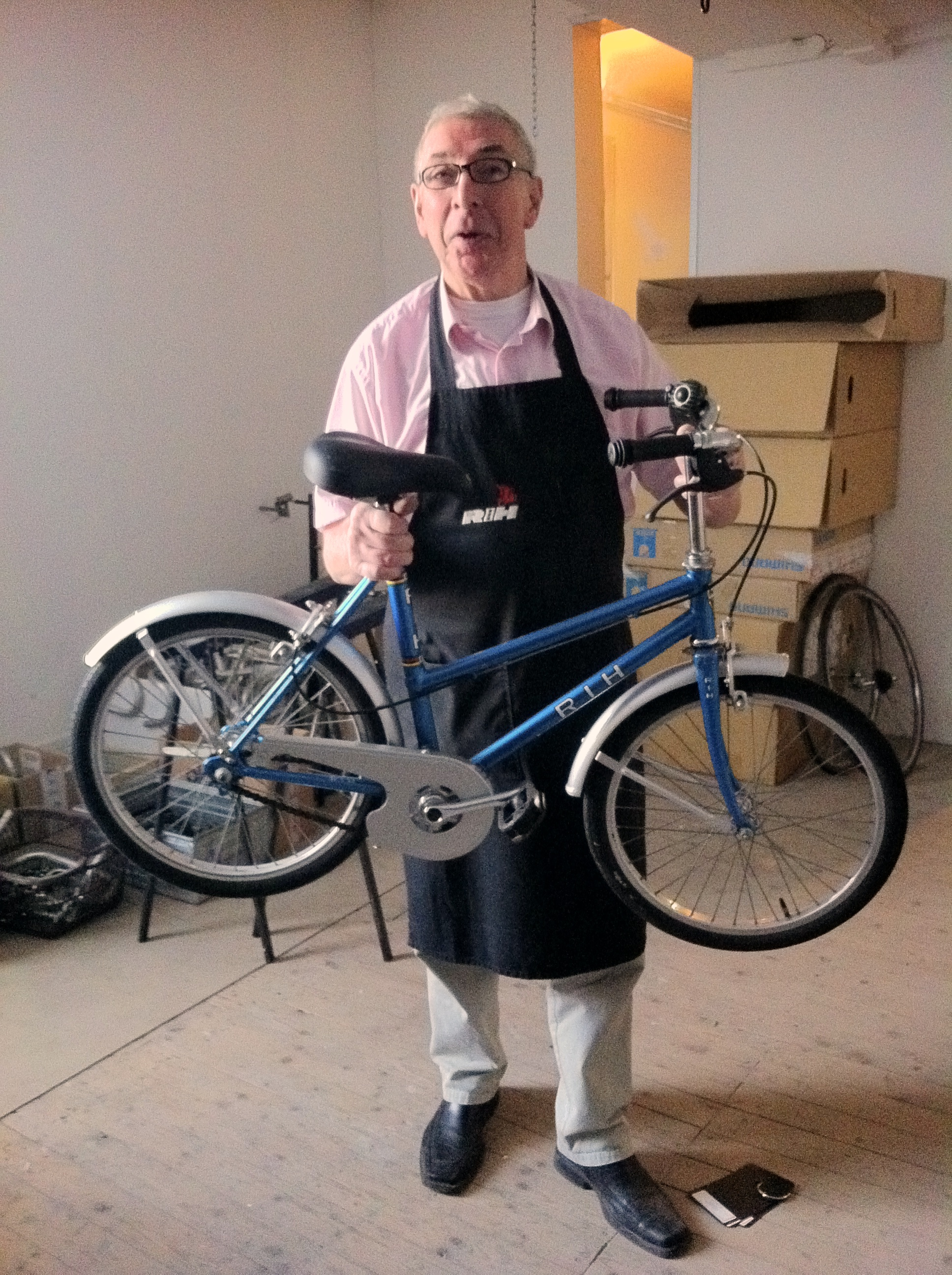
RIH-framebouwer Wim van der Kaaij toont een meisjesfiets die hij ooit maakte. Foto genomen op de tweede verdieping van zijn werkplaats, Westerstraat 150, Amsterdam

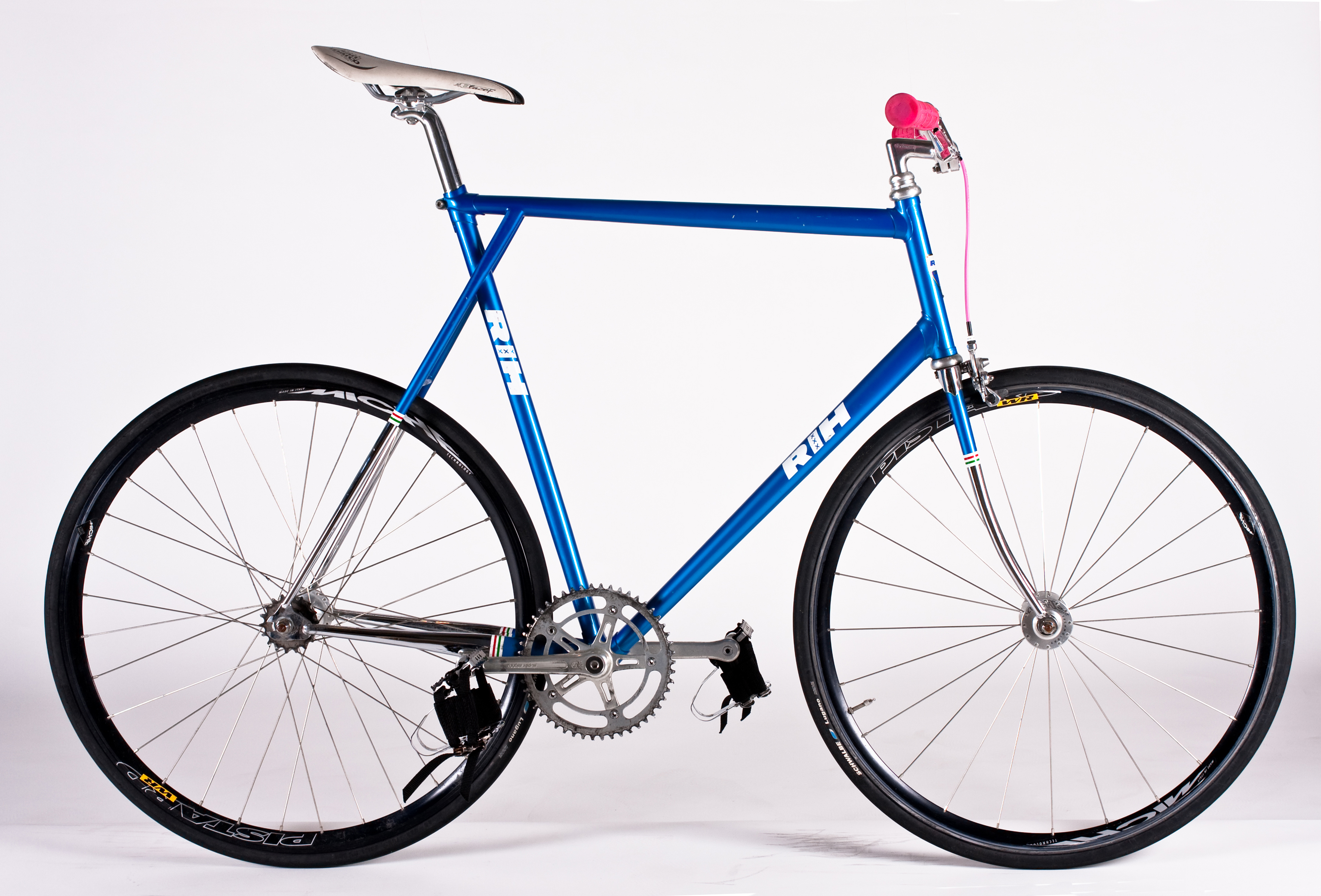
Dit is een zeer atypische RIH Sport-fiets gebouwd in 2001 in Amsterdam door Wim van der Kaaij. De fiets is niet gemaakt van de gebruikelijke Reynolds 531-buizen, maar uit Italiaanse buizen van het type Columbus (Max)

RIH is de naam van een winkel en fietsenmerk uit Amsterdam.

## Geschiedenis
RIH werd in 1921 door de gebroeders Joop en Willem Bustraan, pijpfitters bij de Amsterdamse Westergasfabriek, in de Jordaan opgericht en begon in de Eerste Boomdwarsstraat en vanaf 1928 in de Westerstraat met de fabricage van racefietsen. Joop Bustraan was zelf ook actief als wielrenner en gangmaker.
RIH kreeg al snel wereldfaam door het grote aantal wielrenners dat successen behaalde op een racefiets met een RIH frame. Nog altijd gaat RIH er prat op dat het meer wereldkampioenen had dan enig ander merk. Er zijn in totaal 63 wereld- en Olympische titels behaald met een RIH fiets. Met de opkomst van de grote gesponsorde wielerploegen, vanaf de jaren vijftig van de twintigste eeuw, waardoor renners materiaal ter beschikking kregen van een sponsor (daarvoor schaften wielrenners vaak hun eigen materiaal aan), werden de successen langzaamaan minder. Of minder zichtbaar, want veel kampioenen reden op een Rih die was "omgecut" door hun sponsor.Door zich te verbinden als materiaalsponsor aan de KNWU kon RIH ook in recentere jaren nog bogen op wereldkampioenen: in 1990 en 1992 werden Leontien van Moorsel en Ingrid Haringa wereldkampioen op de baan.
In 1961 kon RIH de groeiende vraag niet meer aan en ging een samenwerking aan met Fongers uit Groningen. Fongers verwierf daarbij het recht fietsen onder de merknaam RIH op de markt te brengen. Ook kregen ze op deze manier toegang tot de techniek voor het maken van een licht en hoogwaardig frame. RIH in Amsterdam bleef maatframes maken, confectieframes werden vooral gemaakt in Groningen. Deze samenwerking bleef bestaan tot medio 1970 toen de productie van fietsen in Groningen werd stopgezet, kort na de overname door Batavus.
In 1972 ging RIH een samenwerking aan met de Cové Fietsenfabriek uit Venlo. Cové verwierf daarbij het recht fietsen onder de merknaam RIH op de markt te brengen. De winkel in Amsterdam bleef daarnaast als zelfstandige firma (VOF) bestaan en werd van de erven Bustraan overgenomen door Wim van der Kaaij. Van der Kaaij begon in de jaren veertig als krullenjongen en ontwikkelde zich tot meester-framebouwer.  In de werkplaats werden na 1972 jaarlijks maximaal 250 stalen frames voor racefietsen en randonneurs met de hand gebouwd. RIH werd daarmee een van de laatste eigenbouwers in Nederland.
In 2012 sloot de winkel en werkplaats aan de Westerstraat, omdat de 76jarige Van der Kaaij geen opvolger kon vinden. Op 30 september 2013 werd bekendgemaakt dat RIH Sport Amsterdam een doorstart maakte in een loods in Amsterdam-Noord. Daar werd in september 2021 het eeuwfeest gevierd.
Tot op de dag van vandaag is RIH (Amsterdam) betrokken, onder meer als materiaalleverancier bij de wielerbaan van Sloten, bij projecten om het baanwielrennen te stimuleren. Ook werd in 2019 de legendarische Ronde van de Westerstraat nieuw leven ingeblazen.

## Trivia
- Er is weleens gesuggereerd dat RIH staat voor Rijwiel Industrie Holland. Wim van der Kaaij heeft echter in een interview opgemerkt dat RIH genoemd is naar het paard Rih van Kara Ben Nemsi, een personage uit de boeken van Karl May[6].